# Witold Wondrausch
Witold Wondrausch (ur. 8 sierpnia 1891 we Lwowie, zm. 10 kwietnia 1963 we Wrocławiu) – polski lekkoatleta, który specjalizował się w biegach długich.

## Kariera
W 1920 roku zdobył we Lwowie złoty (bieg na 5000 metrów) i brązowy (bieg na 3000 metrów) medal mistrzostw Polski seniorów. Był członkiem sztafety szwedzkiej, która 8 czerwca 1912 roku ustanowiła rekord Polski czasem 3:49,2. 
Rekordy życiowe: bieg na 3000 metrów – 10:32,4 (19 lipca 1914, Lwów); bieg na 5000 metrów – 18:12,8 (16 lipca 1920, Lwów). 
Absolwent Politechniki Lwowskiej. Był członkiem pierwszego zarządu Polskiego Związku Lekkiej Atletyki oraz sędzią lekkoatletycznym. 